# Штадтбан Лусаїла
Штадтбан Лусаїла (араб. قطار النقل الخفيف بمدينة لوسيل) — штадтбан, що обслуговує нове місто Лусаїл у Катарі .
Штадтбан Лусаїла буде під орудою та експлуатуватися, як і метрополітен Дохи, 20 років «RKH Qitarat», спільним підприємством, створеним «Hamad Group» (51 %) і французькими транспортними операторами «Keolis» і «RATP Dev» (49 %), від імені «Qatar Rail».

Перша черга була відкрита 1 січня 2022 року
.

## Історія
Штадтбан Лусаїла споруджується «QDVC», катарською дочірньою компанією «Qatari Diar» (51 %) і «Vinci Construction Grands Projets» (49 %), згідно з контрактом, укладеним у серпні 2011 року і підписаним 23 червня 2014 року у Парижі у присутності президента Франції Франсуа Олланда, еміра шейха Таміма бен Хамада Аль Тані та Патріка Крона, голови та генерального директора «Alstom»
.

## Переспектива
За проектом штадтбан Лусаїла матиме 3 лінії із 25 станціями на 19 км колії

## Експлуатація

### Договір
«Qatar Rail» оголосила тендер на експлуатацію та обслуговування майбутнього штадтбану Лусаїла у травні 2015
.
Два французьких оператора автоматичного метро, «Keolis» і «RATP Dev», подали заявку разом як частина консорціуму

Іншими заявниками, які пройшли попередню кваліфікацію, були: «Arriva»/«Deutsche Bahn», «West Japan Railway Company»/«Mitsubishi», «MTR Corporation» (Гонконзький метрополітен), «Serco Group» і «Transdev»
.
У підсумку «Keolis» і «RATP Dev» перемогли за 20-річним контрактом 7 грудня 2017 року у Досі між «Qatar Rail» і «RKH Qitarat», спільним підприємством, утвореним «Hamad Group» (51 %) і «Keolis — RATP Dev» (49 %)
.
Контракт було підписано під час зустрічі президента Франції Еммануеля Макрона з еміром шейхом Тамімом бен Хамадом Аль Тані.

## Рухомий склад
Штадтбан Лусаїла буде оснащений 35 поїздами типу Alstom Citadis 305, зібраними компанією «Alstom» на її заводах в Ейтре, поблизу Ла-Рошель, Франція

,
та Барселоні, Іспанія.
Потяги матимуть довжину 32 м, оснащені обладнанням APS та місткістю 207 пасажирів
.